# Mistrzostwa Europy w Zapasach 1994
47. Mistrzostwa Europy w zapasach odbyły się w kwietniu 1994 roku w Atenach (styl klasyczny) oraz w Rzymie (styl wolny).

## Styl klasyczny

### Medaliści
| Konkurencja | Złoto               | Srebro                | Brąz                   |
| ----------- | ------------------- | --------------------- | ---------------------- |
| -48 kg      | Zafar Gulijew       | József Hamzók         | Joanis Angakadzanian   |
| -52 kg      | Armen Nazarian      | Farhat Mageramov      | Alfred Ter-Mykyrtczian |
| -57 kg      | Şeref Eroğlu        | Aristidis Rumbenian   | Marian Sandu           |
| -62 kg      | Hryhorij Kamyszenko | Aghasi Manukyan       | Igor Pietrienko        |
| -68 kg      | Attila Repka        | Ghani Yalouz          | Isłam Duguczijew       |
| -74 kg      | Erol Koyuncu        | Uładzimir Kapytau     | Torbjörn Kornbakk      |
| -82 kg      | Thomas Zander       | Gocza Ciciaszwili     | Siergiej Nasiewicz     |
| -90 kg      | Wjaczesław Ołejnyk  | Sergej Kirilschuk     | Stig Kleven            |
| -100 kg     | Andrzej Wroński     | Petros Triandafilidis | Heorhij Sałdadze       |
| 130 kg      | Aleksandr Karielin  | György Kékes          | Petro Kotok            |

### Tabela medalowa
| Lp. | Państwo  | Złoto | Srebro | Brąz |
| --- | -------- | ----- | ------ | ---- |
| 1   | Rosja    | 2     | 0      | 2    |
|     | Ukraina  | 2     | 0      | 2    |
| 3   | Turcja   | 2     | 0      | 0    |
| 4   | Węgry    | 1     | 2      | 0    |
| 5   | Armenia  | 1     | 1      | 0    |
| 6   | Niemcy   | 1     | 0      | 1    |
| 7   | Polska   | 1     | 0      | 0    |
| 8   | Białoruś | 0     | 3      | 1    |
| 9   | Grecja   | 0     | 2      | 1    |
| 10  | Francja  | 0     | 1      | 0    |
|     | Izrael   | 0     | 1      | 0    |
| 12  | Szwecja  | 0     | 0      | 1    |
|     | Norwegia | 0     | 0      | 1    |
|     | Rumunia  | 0     | 0      | 1    |

## Styl wolny

### Medaliści
| Konkurencja | Złoto               | Srebro                | Brąz               |
| ----------- | ------------------- | --------------------- | ------------------ |
| -48 kg      | Armen Mykyrtczian   | Reiner Heugabel       | Wiktor Jefteni     |
| -52 kg      | Namiq Abdullayev    | Iwan Conow            | Siergiej Zambałow  |
| -57 kg      | Anuchavan Sahakyan  | Bagawdin Umachanow    | Asłanbek Fidarow   |
| -62 kg      | Muharrem Demireğen  | Araik Baghdadyan      | Giovanni Schillaci |
| -68 kg      | Wadim Bogijew       | Arajik Geworkian      | Roman Motrowycz    |
| -74 kg      | Nasir Gadżihanow    | Turan Ceylan          | Alexander Leipold  |
| -82 kg      | Rustem Kielechsajew | Łukman Żabraiłow      | Hans Gstöttner     |
| -90 kg      | Sosłan Frajew       | Uładzimir Maciuszenka | Jozef Lohyňa       |
| -100 kg     | Marek Garmulewicz   | Heiko Balz            | Ali Kayali         |
| +100 kg     | Merab Walijew       | Mahmut Demir          | Andriej Szumilin   |

### Tabela medalowa
| Lp. | Państwo     | Złoto | Srebro | Brąz |
| --- | ----------- | ----- | ------ | ---- |
| 1   | Rosja       | 4     | 1      | 2    |
| 2   | Armenia     | 2     | 2      | 0    |
| 3   | Turcja      | 1     | 2      | 1    |
| 4   | Ukraina     | 1     | 0      | 3    |
| 5   | Polska      | 1     | 0      | 0    |
|     | Azerbejdżan | 1     | 0      | 0    |
| 7   | Niemcy      | 0     | 2      | 2    |
| 8   | Bułgaria    | 0     | 1      | 0    |
|     | Białoruś    | 0     | 1      | 0    |
|     | Mołdawia    | 0     | 1      | 0    |
| 12  | Włochy      | 0     | 0      | 1    |
|     | Słowacja    | 0     | 0      | 1    |